# Малая Покша
Малая Покша — река в России, протекает по Красносельскому району Костромской области. Река впадает в Горьковское водохранилище, устье реки находится в 2524 км по левому берегу от устья Волги. Длина реки составляет 13 км.
Исток реки находится в лесах в 10 км к северо-востоку от села Красное-на-Волге. Река течёт на юго-запад, затем на северо-запад и запад. Протекает деревни Ершово, Спиридоново, Халипино. Крупнейший приток — Круглица (правый). Впадает в Горьковское водохранилище у деревни Гомониха.

## Данные водного реестра
По данным государственного водного реестра России относится к Верхневолжскому бассейновому округу, водохозяйственный участок реки — Волга от города Кострома до Горьковского гидроузла (Горьковское водохранилище), без реки Унжа, речной подбассейн реки — Волга ниже Рыбинского водохранилища до впадения Оки. Речной бассейн реки — (Верхняя) Волга до Куйбышевского водохранилища (без бассейна Оки).
Код объекта в государственном водном реестре — 08010300412110000013315.